# Ианноне, Пат
Патрик Николас Ианноне (англ. Patrick Nicholas Iannone, родился 9 февраля 1982 во Фрутуэйле, Британская Колумбия, Канада) — итальянский хоккеист канадского происхождения, нападающий.

## Достижения
- Победитель чемпионата мира в первом дивизионе: 2009 (группа B), 2011, 2013 (оба — группа A)
- Лучший нападающий, самый ценный игрок (MVP) и игрок символической сборной чемпионата мира в первом дивизионе: 2013